# Thomas Beatie
Thomas Beatie (*1974) je americký transsexuál a oficiálně první uznaný těhotný muž, který porodil zdravé dítě. Beatie (původně žena jménem Tracy Langondino

)
si nechal v pozdějším věku částečně změnit pohlaví, což spočívalo v odstranění prsou a v následné terapii mužským pohlavním hormonem testosteronem, a ač si ponechal dělohu a vaječníky, byl uznán před zákonem v roce 1998
 coby muž. Fyziologicky byl však nadále schopný otěhotnět. O několik let později se oženil, a protože jeho manželka (Nancy 45) nemohla otěhotnět kvůli předešlé hysterektomii, rozhodl se otěhotnět sám . Beatie v rozhovoru pro tisk uvedl, že předchozí pokusy skončily potratem a že se samotné oplodnění bylo provedeno veterinářem, který mu mužské semeno vstříkl do vagíny stříkačkou .
Holčička se narodila přirozenou cestou 29. června 2008, ač byl naplánován císařský porod
. V září 2008 by měla vyjít vzpomínková kniha Thomase Beatiho, která se již nyní nabízí na Amazon.com